# جينيفيف فالنتاين
جينيفيف فالنتاين (بالإنجليزية: Genevieve Valentine)‏ (1 يوليو 1981)؛ روائية أمريكية.

## روابط خارجية
- جينيفيف فالنتاين على موقع IMDb (الإنجليزية)